# TOI-6255 b
TOI-6255 b（GJ 4256 b）とは、地球からとかげ座の方向に20.3167パーセク (66.264 ly)離れた位置に存在する恒星であるTOI-6255の周囲を公転している太陽系外惑星である。

## 発見
TESSがセクター16（2019年9月）とセクター56（2022年9月）でトランジット法を用いてGJ 4256（後のTOI-6255）を観測した結果、公転周期が0.238日の惑星に起因する可能性があるトランジットが検出された。TESSによる観測で周囲に太陽系外惑星が存在する可能性が示された恒星にはTESS object of interest（TOI）という天体カタログにおける名称が与えられる。これにより、恒星はTOI-6255、惑星候補はTOI-6255.01という名称で2023年4月6日にTESS object of interestに追加された。その後、Keck Planet Finder（KPF）やCARMENESによるドップラー分光法も含めたフォローアップ観測を経てTOI-6255.01が誤検出などではなく実際の惑星であることが確認されたため、TOI-6255.01はTOI-6255 b（GJ 4256 b）と命名され、TOI-6255 bの発見及び確認を公表する論文はarXivにて2024年7月30日、アストロノミカルジャーナルにて2024年8月1日に掲載された。

## 特徴
TOI-6255 bの公転周期はわずか5.7時間で、このような公転周期が1日未満の惑星は超短周期惑星（USP）と呼ばれている。超短周期惑星は主星から非常に近い位置に軌道を持っているため、高いエネルギーの照射を受ける。その結果、かつて水素・ヘリウムによって構成されている外層が存在していたと仮定した場合、その外層は剥ぎ取られたと考えられる。TOI-6255 bは1.44地球質量、1.079地球半径を持ち、地球と類似した組成を持つ地球型惑星とされている。
TOI-6255 bは公転周期が非常に短いため大きな潮汐変形が発生し卵のような形状になっているとされている。TOI-6255 bの公転周期はロッシュ限界に近く、約4億年以内に潮汐力によって破壊される可能性が高いことが判明している。約4億年以内という時間は宇宙においては非常に短く、TOI-6255 bは既知の地球型惑星や超短周期惑星の中で最も潮汐破壊に近い惑星であるとされる。なお、トランジットからは現時点でTOI-6255 bは大きな崩壊を起こしていない可能性が高い。
| 地球 | TOI-6255 b |
| ---- | ---------- |
| 地球 | Exoplanet  |